# Emminkhuizen
Emminkhuizen is een buurtschap behorende tot de gemeente Renswoude in de provincie Utrecht. Het ligt 4 kilometer ten noorden van Veenendaal aan de spoorlijn Utrecht - Arnhem.
De buurtschap is vernoemd naar het middeleeuwse huis Emmickhuizen, dat hier vroeger stond op de Emminkhuizerberg.

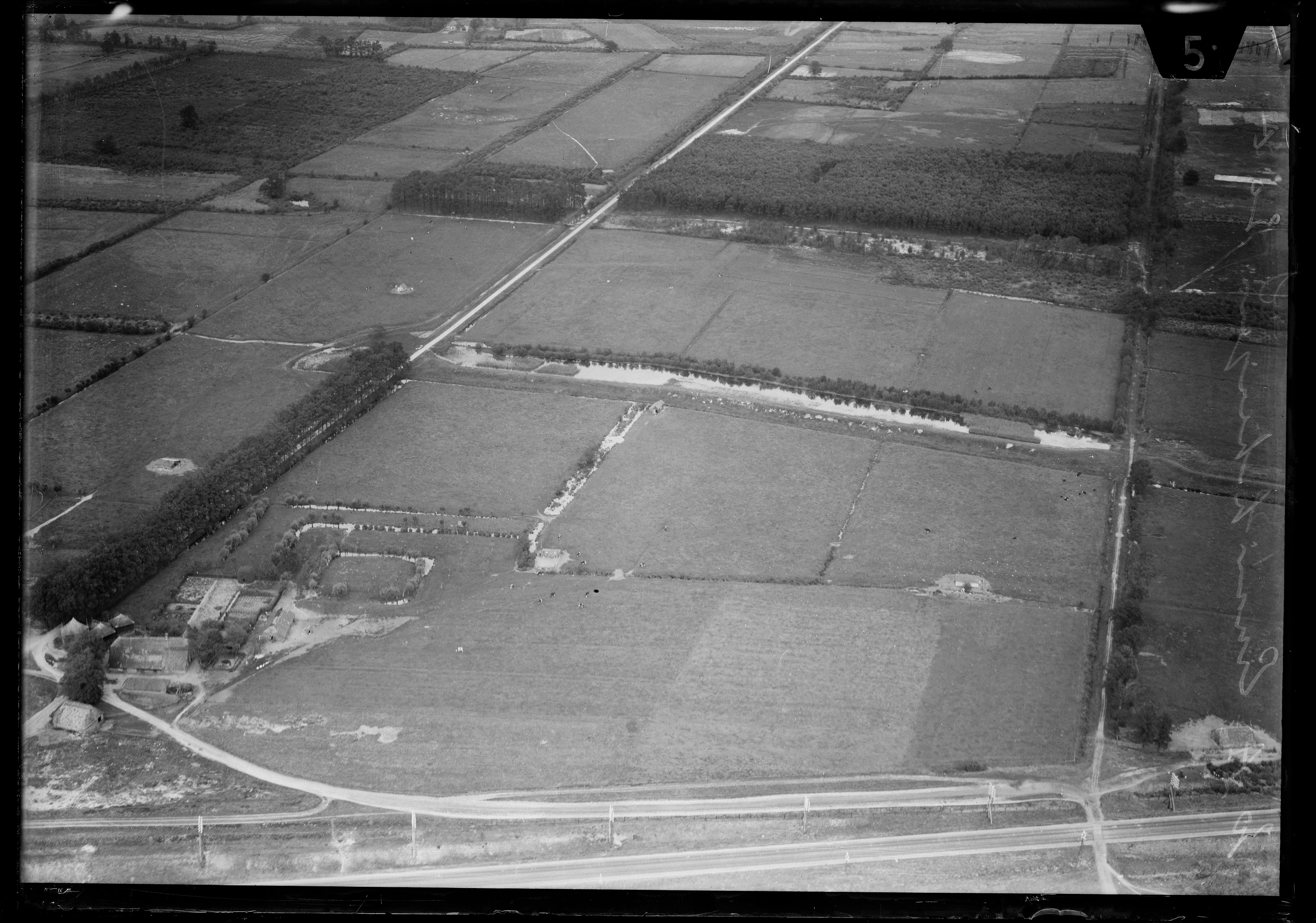
Luchtfoto van het gebied aan het begin van de 20e eeuw.

Dorp: Renswoude       Buurtschappen: Emminkhuizen · De Groep (deels)

Utrecht · Plaatsen in de provincie      Nederland · Provincies · Gemeenten